# Margherita Buy
Margherita Buy (Roma, 15 gennaio 1962) è un'attrice italiana, vincitrice di sette David di Donatello, otto Nastri d'argento, cinque Globi d'oro e tredici Ciak d'oro.
Annoverata tra le migliori attrici italiane, ha recitato nei film Maledetto il giorno che t'ho incontrato, Le fate ignoranti, Caterina va in città, I giorni dell'abbandono, Viaggio sola e Mia madre, nelle serie televisive Amiche mie e In Treatment e in varie produzioni teatrali, tra cui La stazione e Due partite.
Nel corso della carriera di attrice cinematografica ha ottenuto numerosi premi: detiene il record di vittorie sia ai David di Donatello sia ai Nastri d'argento. Ha vinto inoltre un Premio Pasinetti alla Mostra internazionale d'arte cinematografica di Venezia, una Concha de Plata alla migliore attrice a Festival Internazionale del cinema di San Sebastián, un Premio alla migliore attrice al Moscow International Film Festival, un premio Flaiano e un premio Vittorio De Sica.

## Biografia
Margherita Buy è nata a Roma il 15 gennaio 1962. Cresciuta nel quartiere Coppedè, è la maggiore delle tre figlie di un dirigente dell'Unità Sanitaria Locale e di una casalinga.
I suoi antenati paterni sono francesi: il trisavolo paterno era ufficiale medico dell'esercito napoleonico che si trasferì prima in Toscana e poi in Veneto. Il bisnonno Tito Buy, patriota, garibaldino e preside del liceo Lioy di Vicenza, fu fondatore nel 1902 del Vicenza. La famiglia materna è invece toscana, originaria di Monsummano Terme.

### Inizio carriera
Durante gli anni del liceo entra in contatto con Andrea Camilleri, docente all'Accademia nazionale d'arte drammatica, la cui moglie le dava ripetizioni di latino.
Dopo la maturità, conseguita presso il liceo scientifico Azzarita di Roma, non volendo proseguire gli studi universitari, decide di intraprendere la carriera di attrice provando a entrare all'Accademia, ma non viene ammessa. L'anno successivo, dopo aver frequentato una scuola privata, riesce a entrarvi.
Dopo alcune apparizioni in spot pubblicitari all'inizio degli anni '80, esordisce al cinema nel 1986 con La seconda notte di Nino Bizzarri e subito vince il Globo d'oro alla miglior attrice rivelazione, assegnatole dalla stampa estera. Nel 1988 viene diretta da Daniele Luchetti in Domani accadrà.

### Anni novanta
Nel 1990 torna a lavorare con Daniele Luchetti nel film La settimana della Sfinge: il film è accolto tiepidamente dalla critica, ma viene elogiata la prestazione dell'attrice che vince la Concha de Plata alla migliore attrice al Festival internazionale del cinema di San Sebastián e per il quale viene candidata al David di Donatello come migliore attrice. Nello stesso anno, interpreta la giovane protagonista del film La stazione, tratto dalla pièce teatrale di Umberto Marino che l'attrice aveva interpretato a teatro al fianco di Sergio Rubini ed Ennio Fantastichini. L'opera, diretta per il cinema dal protagonista maschile Rubini, allora marito dell'attrice, vale alla Buy il David di Donatello, il Nastro d'argento e il Ciak d'oro come migliore attrice protagonista. Nel 1991 incomincia la sua collaborazione con Giuseppe Piccioni, che la dirige in Chiedi la luna al fianco di Giulio Scarpati.
Dopo il successo de La stazione viene notata da Carlo Verdone che la chiama come coprotagonista in Maledetto il giorno che t'ho incontrato. La commedia risulta campione d'incassi e le dà popolarità presso il grande pubblico. Per la sua interpretazione di una giovane attrice nevrotica vince il Globo d'oro alla miglior attrice, il Ciak d'oro e il premio Flaiano come migliore attrice protagonista e viene candidata al David di Donatello nella stessa categoria.
L'anno seguente è protagonista di varie commedie accolte tiepidamente sia dalla critica che dal pubblico. Torna a lavorare con Piccioni in Condannato a nozze, con Luchetti in Arriva la bufera e con l'ex marito in Prestazione straordinaria, in cui interpreta il ruolo della direttrice di una casa editrice che molesta sessualmente un dipendente. Nel 1993 viene nuovamente candidata al David come migliore attrice per Cominciò tutto per caso, per il quale vince il terzo Ciak d'oro.
Nel 1996 esce al cinema Va' dove ti porta il cuore di Cristina Comencini, in cui la Buy interpreta il ruolo in età giovanile del personaggio protagonista interpretato da Virna Lisi. Lo stesso anno esce Facciamo paradiso, commedia generazionale di Mario Monicelli che però viene stroncato dalla critica.
Torna a lavorare con Giuseppe Piccioni nella commedia Cuori al verde (sempre al fianco di Giulio Scarpati e Gene Gnocchi) e per la prima volta con Pasquale Pozzessere nel film drammatico Testimone a rischio, in cui interpreta la moglie di Pietro Nava, interpretato da Fabrizio Bentivoglio, per cui l'attrice viene nuovamente candidata al David di Donatello come migliore attrice 1997.
Nel 1999 il complesso ruolo della suora costretta a confrontarsi con la maternità in Fuori dal mondo di Giuseppe Piccioni le fa vincere il secondo David di Donatello per la migliore attrice protagonista.

### Anni duemila
Nel 2000 esce al cinema Tutto l'amore che c'è di Rubini e Controvento di Peter Del Monte, ma è Le fate ignoranti di Ferzan Özpetek del 2001 che risulterà essere una delle sue migliori interpretazioni drammatiche. Il ruolo della vedova che scopre l'omosessualità del marito defunto viene premiato con il Nastro d'argento, il Globo d'oro alla miglior attrice e una candidatura al David di Donatello e agli European Film Awards come miglior attrice scelta dal pubblico. La stessa Buy ha dichiarato che questo ruolo le ha aperto la strada verso una seconda carriera cinematografica.
Nel 2002 prende parte al film TV Incompreso, remake dell'omonimo film di Comencini, al fianco di Luca Zingaretti. Lo stesso anno torna a lavorare con Cristina Comencini in Il più bel giorno della mia vita, nuovamente al fianco di Virna Lisi che interpreta sua madre e con Sandra Ceccarelli e Luigi Lo Cascio, suoi fratelli. Il film ha un buon successo di pubblico e di critica, tanto che Margherita Buy vince il Ciak d'oro alla migliore attrice e un Nastro d'argento alla migliore attrice non protagonista (quest'ultimo condiviso con la Lisi e la Ceccarelli).
Nel 2003 esce nelle sale cinematografiche Caterina va in città di Paolo Virzì, in cui l'attrice interpreta il ruolo di una madre "di provincia": questa interpretazione viene acclamata dalla critica e le vale sia il David di Donatello per la migliore attrice non protagonista sia il Nastro d'argento nella medesima categoria. Lo stesso anno partecipa alla commedia corale Ma che colpa abbiamo noi di Carlo Verdone e l'anno seguente a L'amore ritorna, commedia semi autobiografica di Sergio Rubini, in cui l'attrice interpreta il ruolo dell'ex moglie del protagonista.
Nel 2005 recita in un'altra commedia corale che ha un'ottima accoglienza da parte del pubblico: Manuale d'amore di Giovanni Veronesi. Il suo ruolo nell'episodio della crisi di coppia interpretato accanto all'ex marito Sergio Rubini le fa vincere il secondo David di Donatello per la migliore attrice non protagonista. Lo stesso anno partecipa alla Mostra del cinema di Venezia con il film I giorni dell'abbandono di Roberto Faenza, tratto dall'omonimo libro di Elena Ferrante. Il film ha un buon successo di pubblico, è accolto tiepidamente dalla critica, ma fa vincere all'attrice un Globo d'oro speciale della stampa estera, e viene candidata sia al Globo d'oro come migliore attrice sia al Nastro d'argento.
Nella primavera 2006 esce la pellicola Il caimano di Nanni Moretti, presentato in seguito al festival di Cannes, in cui interpreta il ruolo di un'ex attrice di B-Movie italiani ex moglie del regista interpretato da Silvio Orlando, per il ruolo viene candidata al David di Donatello 2006 come migliore attrice. L'anno successivo, sotto la regia di Ozpetek è Angelica moglie in crisi coniugale con il personaggio di Stefano Accorsi, nel corale Saturno contro. Per questo ruolo vince il Globo d'oro e il Nastro d'argento alla migliore attrice (quest'ultimo anche per la sua interpretazione ne Il caimano).

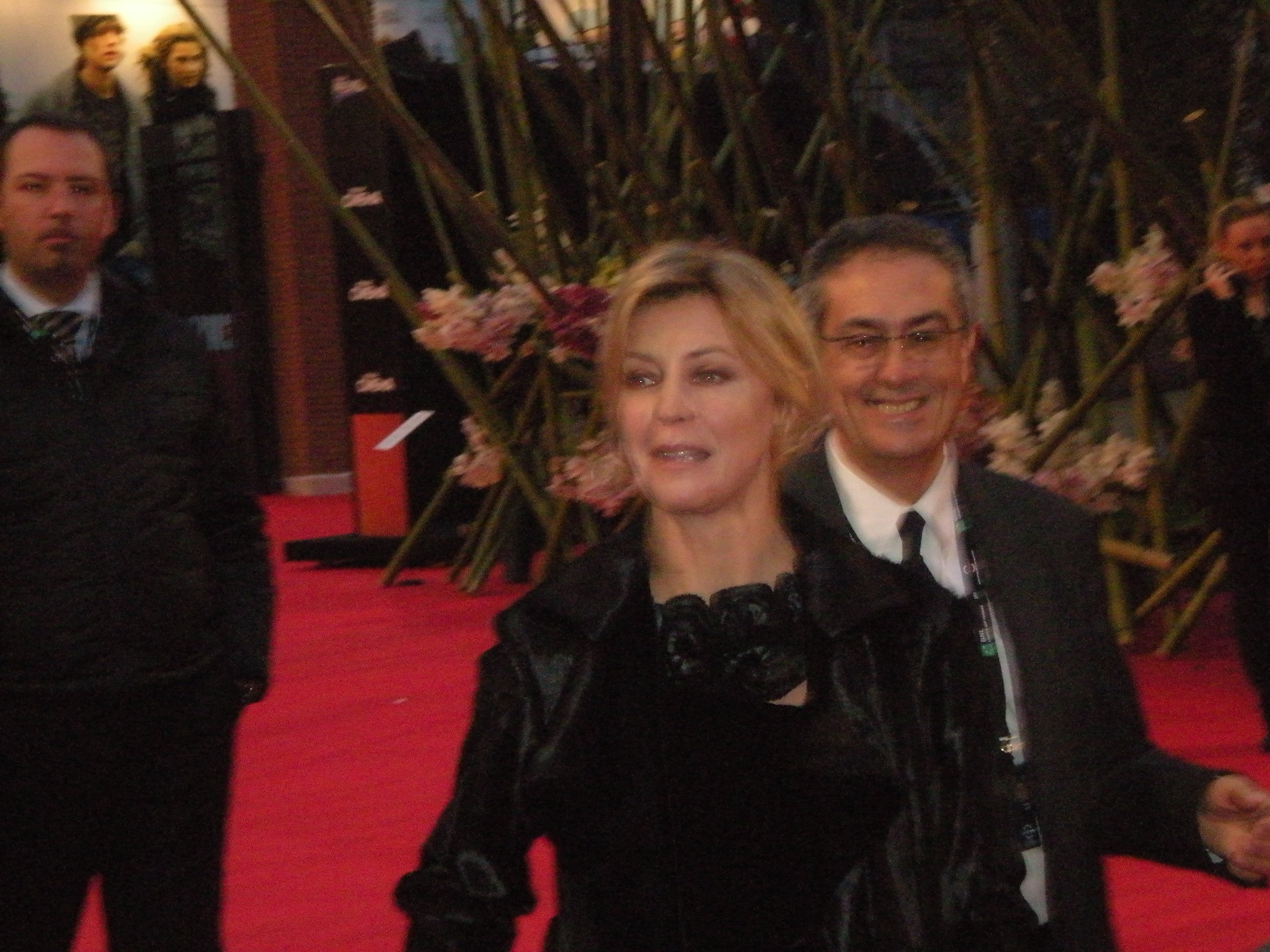
Margherita Buy al Festival Internazionale del Film di Roma 2010

Nell'autunno 2007 esce nelle sale cinematografiche Giorni e nuvole, con la regia di Silvio Soldini, in cui la Buy recita al fianco di Antonio Albanese, interpretando il ruolo di una madre di una famiglia borghese che affronta al fianco del marito la crisi economica e la povertà. La sua interpretazione riscuote consensi dalla critica e le fa vincere il suo quinto David di Donatello, il Nastro d'argento, il Ciak d'oro e il premio per la migliore interpretazione femminile al Moscow International Film Festival. Nel 2008 è stata una delle quattro protagoniste della fiction Amiche mie, andata in onda su Canale 5, assieme a Elena Sofia Ricci, Luisa Ranieri e Cecilia Dazzi.
Nel 2009 esce il film Due partite di Enzo Monteleone, basato sull'omonima pièce teatrale scritta da Cristina Comencini e rappresentata a teatro dalla stessa Buy, Valeria Milillo, Marina Massironi e Isabella Ferrari. Il film e la pièce parlano della vita di 8 donne: 4 madri negli anni 1960 e le rispettive figlie nell'Italia contemporanea. A teatro le stesse attrici interpretavano sia il ruolo della madre sia della rispettiva figlia, mentre nel film si aggiungono al cast Paola Cortellesi (che sostituisce Valeria Milillo nel ruolo di madre nella prima parte ambientata nel passato), Carolina Crescentini, Claudia Pandolfi e Alba Rohrwacher. Tutte le attrici sono candidate ai Nastri d'argento 2009 come migliore attrice non protagonista.
Lo stesso anno partecipa con Lo spazio bianco di Francesca Comencini alla 66ª Mostra internazionale d'arte cinematografica di Venezia, in cui interpreta il ruolo di una madre che attende di conoscere il destino della figlia nata prematura. L'attrice vince il Premio Pasinetti, il premio Anna Magnani al BIF&ST e viene candidata al David di Donatello 2010 come migliore attrice.

### Anni duemiladieci

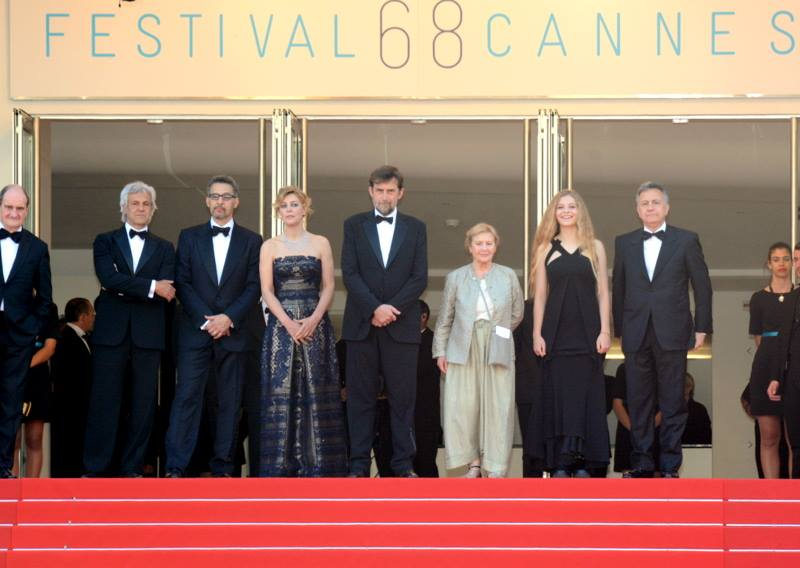
Margherita Buy e il cast di Mia madre al Festival di Cannes 2015

Lavora anche in commedie corali come Genitori & figli - Agitare bene prima dell'uso di Giovanni Veronesi e Happy Family di Gabriele Salvatores. Nel 2011 l'attrice riceve il premio per la carriera al Festival de Cine Italiano de Madrid. Lo stesso anno esce al cinema Habemus Papam di Nanni Moretti in cui la Buy è una psicologa che prende in cura il pontefice depresso senza sapere la verità. Il ruolo le fa guadagnare un'altra candidatura come migliore attrice non protagonista ai David di Donatello 2012. Nella primavera 2012 esce la pellicola Magnifica presenza di Ferzan Özpetek in cui la Buy interpreta il ruolo del fantasma di un'attrice di una compagnia teatrale.
Torna a lavorare nuovamente con Giuseppe Piccioni interpretando una preside di liceo nel film Il rosso e il blu, assieme a Roberto Herlitzka e Riccardo Scamarcio. Nel gennaio successivo esce al cinema La scoperta dell'alba, seconda opera di Susanna Nicchiarelli, tratta dall'omonimo romanzo di Walter Veltroni che le fa ottenere una candidatura al Globo d'oro. Nell'aprile 2013 esce Viaggio sola, di Maria Sole Tognazzi, in cui l'attrice interpreta il ruolo di un'ispettrice alberghiera e per il quale vince il suo quarto David di Donatello come migliore attrice protagonista, l'ottavo Ciak d'oro e viene candidata ai Nastri d'argento. In seguito recita in ruoli secondari nelle commedie Mi rifaccio vivo di e con Sergio Rubini (2013) e La gente che sta bene a fianco di Claudio Bisio e Diego Abatantuono (2014).
Nel 2015 ritorna al cinema con un ruolo di spicco in Mia madre di Nanni Moretti in cui interpreta il ruolo di una regista, alter ego dello stesso Moretti, impegnata nella realizzazione di un film sull'occupazione di una fabbrica, mentre la madre sta morendo in ospedale. La pellicola è stata presentata al 68º Festival di Cannes. Per tale interpretazione vince il quinto David di Donatello, il sesto Nastro d'argento e il nono Ciak d'oro come miglior attrice protagonista, e viene candidata ai Globi d'oro 2015 come miglior attrice, ricevendo diversi apprezzamenti anche dalla critica internazionale. Nel novembre 2015, sempre per questo ruolo riceve la candidatura agli European Film Awards alla miglior attrice. Dopo un piccolo ruolo in Pecore in erba, nell'ottobre 2015 esce nelle sale cinematografiche Io e lei di Maria Sole Tognazzi, di cui è protagonista assieme a Sabrina Ferilli e in cui le due attrici interpretano la parte di una coppia omosessuale. Dalla stagione 2017-2018 è ospite fissa per un giorno alla settimana nel programma radiofonico di Radiodue Non è un paese per giovani in compagnia di Giovanni Veronesi e Massimo Cervelli.

### Anni duemilaventi
Negli anni 2020 partecipa a diverse pellicole rilevanti come Esterno notte, Il sol dell'avvenire, Volare, Dieci minuti.

## Vita privata
Margherita Buy si sposa nel febbraio 1990 con Sergio Rubini, anch'egli attore e dal quale si separa nel 1993, per poi divorziare nell'estate 2012. Ciò non ha compromesso tuttavia la loro simbiosi artistica.
Dal 1996 al 2012 è stata legata al chirurgo Renato de Angelis da cui, nel 2001, ha avuto la figlia Caterina che ha intrapreso la carriera di attrice.

## Filmografia

### Attrice

#### Cinema
- La seconda notte, regia di Nino Bizzarri (1986)
- Domani accadrà, regia di Daniele Luchetti (1988)
- I giorni randagi, regia di Filippo Ottoni (1988)
- Nulla ci può fermare, regia di Antonello Grimaldi (1989)
- La stazione, regia di Sergio Rubini (1990)
- La settimana della Sfinge, regia di Daniele Luchetti (1990)
- Chiedi la luna, regia di Giuseppe Piccioni (1991)
- Maledetto il giorno che t'ho incontrato, regia di Carlo Verdone (1992)
- Arriva la bufera, regia di Daniele Luchetti (1992)
- Condannato a nozze, regia di Giuseppe Piccioni (1993)
- Cominciò tutto per caso, regia di Umberto Marino (1993)
- Prestazione straordinaria, regia di Sergio Rubini (1994)
- Le Fils préféré - Ospiti pericolosi (Le Fils préféré), regia di Nicole Garcia (1994)
- Facciamo paradiso, regia di Mario Monicelli (1995)
- Il cielo è sempre più blu, regia di Antonello Grimaldi (1996)
- Cuori al verde, regia di Giuseppe Piccioni (1996)
- Va' dove ti porta il cuore, regia di Cristina Comencini (1996)
- Testimone a rischio, regia di Pasquale Pozzessere (1996)
- Dolce far niente, regia di Nae Caranfil (1998)
- Fuori dal mondo, regia di Giuseppe Piccioni (1999)
- Tutto l'amore che c'è, regia di Sergio Rubini (2000)
- L'ombra del gigante, regia di Roberto Petrocchi (2000)
- Controvento, regia di Peter Del Monte (2000)
- Le fate ignoranti, regia di Ferzan Özpetek (2001)
- Il più bel giorno della mia vita, regia di Cristina Comencini (2002)
- Ma che colpa abbiamo noi, regia di Carlo Verdone (2003)
- Caterina va in città, regia di Paolo Virzì (2003)
- L'amore ritorna, regia di Sergio Rubini (2004)
- Il siero della vanità, regia di Alex Infascelli (2004)
- Manuale d'amore, regia di Giovanni Veronesi (2005)
- I giorni dell'abbandono, regia di Roberto Faenza (2005)
- Il caimano, regia di Nanni Moretti (2006)
- La sconosciuta, regia di Giuseppe Tornatore (2006)
- Commediasexi, regia di Alessandro D'Alatri (2006)
- Saturno contro, regia di Ferzan Özpetek (2007)
- Giorni e nuvole, regia di Silvio Soldini (2007)
- Due partite, regia di Enzo Monteleone (2009)
- Lo spazio bianco, regia di Francesca Comencini (2009)
- L'uomo nero, regia di Sergio Rubini (2009)
- Genitori & figli - Agitare bene prima dell'uso, regia di Giovanni Veronesi (2010)
- Happy Family, regia di Gabriele Salvatores (2010)
- Matrimoni e altri disastri, regia di Nina Di Majo (2010)
- Habemus Papam, regia di Nanni Moretti (2011)
- Com'è bello far l'amore, regia di Fausto Brizzi (2012) – cameo
- Magnifica presenza, regia di Ferzan Özpetek (2012)
- Il rosso e il blu, regia di Giuseppe Piccioni (2012)
- La scoperta dell'alba, regia di Susanna Nicchiarelli (2013)
- Viaggio sola, regia di Maria Sole Tognazzi (2013)
- Mi rifaccio vivo, regia di Sergio Rubini (2013)
- La gente che sta bene, regia di Francesco Patierno (2014)
- I nostri ragazzi, regia di Ivano De Matteo (2014)
- Mia madre, regia di Nanni Moretti (2015)
- Pecore in erba, regia di Alberto Caviglia (2015)
- Io e lei, regia di Maria Sole Tognazzi (2015)
- Nemiche per la pelle, regia di Luca Lucini (2016)
- Questi giorni, regia di Giuseppe Piccioni (2016)
- La vita possibile, regia di Ivano De Matteo (2016)
- Come diventare grandi nonostante i genitori, regia di Luca Lucini (2016)
- Piccoli crimini coniugali, regia di Alex Infascelli (2017)
- Io c'è, regia di Alessandro Aronadio (2018)
- Moschettieri del re - La penultima missione, regia di Giovanni Veronesi (2018)
- Tutti per 1 - 1 per tutti, regia di Giovanni Veronesi (2020)
- Tre piani, regia di Nanni Moretti (2021)
- Il silenzio grande, regia di Alessandro Gassmann (2021)
- 7 donne e un mistero, regia di Alessandro Genovesi (2021)
- Esterno notte, regia di Marco Bellocchio (2022)
- Il primo giorno della mia vita, regia di Paolo Genovese (2023)
- Il sol dell'avvenire, regia di Nanni Moretti (2023)
- Dieci minuti, regia di Maria Sole Tognazzi (2024)
- Romeo è Giulietta, regia di Giovanni Veronesi (2024)
- Volare, regia di Margherita Buy (2024)
- Trifole - Le radici dimenticate, regia di Gabriele Fabbro (2024)
- Una terapia di gruppo, regia di Paolo Costella (2024)

#### Televisione
- Flipper, regia di Andrea Barzini – film TV (1983)
- Diciottanni - Versilia 1966 – serie TV, episodi 1x04-1x05 (1988)
- Una grande storia d'amore, regia di Duccio Tessari – film TV (1988)
- La vita che verrà, regia di Pasquale Pozzessere – miniserie TV (1999)
- Incompreso, regia di Enrico Oldoini – miniserie TV (2002)
- Maigret – serie TV (2004)
- Amiche mie – serie TV (2008)
- Pinocchio, regia di Alberto Sironi – miniserie TV (2009)
- In Treatment – serie TV (2017)
- Made in Italy – serie TV (2019)
- Maledetti amici miei – programma TV (2019)
- Ripley – miniserie TV (2024)

#### Cortometraggi
- Io donna, regia di Pino Quartullo (2013)

### Regista
- Volare (2024) - anche soggetto e sceneggiatura

### Doppiatrice
- Lilli e il vagabondo, voce di Lilli (ridoppiaggio del 1997)

## Teatro
- Ascesa e caduta della città di Mahagonny (1985)
- La stazione, regia di Ennio Coltorti (1986)
- Italia - Germania quattro a tre, regia di Sergio Rubini (1987)
- Ce n'est qu'un debut, regia di Massimo Navone (1991)
- Separazione, regia di Patrick Rossi Gastaldi (1997)
- La tempesta di William Shakespeare, regia di Giorgio Barberio Corsetti. Produzione di Teatro Stabile dell'Umbria (1999)
- Due partite di e regia di Cristina Comencini (2009)
- Nel nome del padre di Luigi Lunari, regia di Patrick Rossi Gastaldi (2014)

## Videoclip
- Primavera di Marina Rei (1997)
- La scoperta dell'alba dei Subsonica (2013)
- Francesca di Francesca Michielin (2025)

## Documentari
- Margherita. Ritratto confidenziale, regia di Giuseppe Piccioni (2003)
- Carlo!, regia di Fabio Ferzetti e Gianfranco Giagni (2012)

## Audiolibri
- Mal di pietre di Milena Agus letto da Margherita Buy, Emons Audiolibri, 2008
- Lessico famigliare di Natalia Ginzburg, letto da Margherita Buy, Emons Audiolibri, 2013

## Riconoscimenti
Detiene il record di vittorie complessive per il riconoscimento a un'attrice sia per i David di Donatello che per i Nastri d'argento. 17 sono le candidature al David di Donatello e 7 le vittorie: come miglior attrice protagonista per La stazione (1991), Fuori dal mondo (1999), Giorni e nuvole (2008), Viaggio sola (2013) e Mia madre (2015) e come miglior attrice non protagonista per Caterina va in città (2004) e Manuale d'amore (2005). Inoltre si è guadagnata 8 Nastri d'argento su 17 candidature, 6 come migliore attrice protagonista nel 1991 per La stazione, nel 2001 per Le fate ignoranti, nel 2007 per Il caimano e Saturno contro, nel 2008 per Giorni e nuvole, nel 2015 per Mia madre e nel 2023 per Esterno notte e 2 come migliore attrice non protagonista nel 2002 per Il più bel giorno della mia vita e nel 2004 Caterina va in città.
Nel 2011 ha ricevuto il premio alla carriera al Festival de Cine Italiano de Madrid.
- David di Donatello
  - 1991 – Migliore attrice protagonista per La stazione
  - 1991 – Candidatura alla migliore attrice protagonista per La settimana della Sfinge
  - 1992 – Candidatura alla migliore attrice protagonista per Maledetto il giorno che t'ho incontrato
  - 1993 – Candidatura alla migliore attrice protagonista per Cominciò tutto per caso
  - 1997 – Candidatura alla migliore attrice protagonista per Testimone a rischio
  - 1999 – Migliore attrice protagonista per Fuori dal mondo
  - 2001 – Candidatura alla migliore attrice protagonista per Le fate ignoranti
  - 2004 – Migliore attrice non protagonista per Caterina va in città
  - 2005 – Migliore attrice non protagonista per Manuale d'amore
  - 2006 – Candidatura alla migliore attrice protagonista per Il caimano
  - 2007 – Candidatura alla migliore attrice protagonista per Saturno contro
  - 2008 – Migliore attrice protagonista per Giorni e nuvole
  - 2010 – Candidatura alla migliore attrice protagonista per Lo spazio bianco
  - 2012 – Candidatura alla migliore attrice non protagonista per Habemus Papam
  - 2013 – Migliore attrice protagonista per Viaggio sola
  - 2015 – Migliore attrice protagonista per Mia madre
  - 2023 – Candidatura alla migliore attrice protagonista per Esterno notte

- Nastro d'argento
  - 1991 – Migliore attrice protagonista per La stazione
  - 2000 – candidatura a Migliore attrice protagonista per Fuori dal mondo
  - 2001 – Migliore attrice protagonista per Le fate ignoranti
  - 2002 – Migliore attrice non protagonista per Il più bel giorno della mia vita
  - 2004 – Migliore attrice non protagonista per Caterina va in città
  - 2005 – candidatura a Migliore attrice protagonista per Il siero della vanità
  - 2006 – candidatura a Migliore attrice protagonista per I giorni dell'abbandono
  - 2007 – Migliore attrice protagonista per Il caimano e Saturno contro
  - 2008 – Migliore attrice protagonista per Giorni e nuvole
  - 2009 – candidatura a Migliore attrice non protagonista per Due partite
  - 2010 – candidatura a Migliore attrice protagonista per Lo spazio bianco e Matrimoni e altri disastri
  - 2013 – candidatura a Migliore attrice protagonista per Viaggio sola
  - 2015 – Migliore attrice protagonista per Mia madre
  - 2017 – candidatura a Migliore attrice non protagonista per Come diventare grandi nonostante i genitori e Questi giorni
  - 2019 – candidatura a Migliore attrice di commedia per Moschettieri del re - La penultima missione
  - 2023 – candidatura a Migliore attrice protagonista per Il sol dell'avvenire
  - 2024 - Candidatura al miglior film commedia per Volare
  - 2024 - Candidatura alla migliore attrice non protagonista per Dieci minuti
- Nastri d'argento - Grandi Serie
  - 2023 –  Migliore attrice protagonista per Esterno notte
- Globo d'oro
  - 1987 – Miglior attrice rivelazione per La seconda notte
  - 1992 – Miglior attrice per La stazione
  - 2001 – Miglior attrice per Le fate ignoranti
  - 2006 – candidatura a Miglior attrice per I giorni dell'abbandono
  - 2006 – Premio speciale della giuria per I giorni dell'abbandono
  - 2007 – Miglior attrice per Saturno contro
  - 2013 – candidatura a Miglior attrice per La scoperta dell'alba
  - 2015 – candidatura a Miglior attrice per Mia madre
- European Film Awards
  - 2001 – candidatura a Migliore attrice – premio del pubblico per Le fate ignoranti
  - 2015 – candidatura a Migliore attrice per Mia madre
- Premio Flaiano
  - 1992 – Premio alla migliore attrice per Maledetto il giorno che t'ho incontrato
- Ciak d'oro
  - 1988 – candidatura a Miglior attrice non protagonista per Domani accadrà
  - 1991 – Miglior attrice protagonista per La stazione[17]
  - 1992 – Miglior attrice protagonista per Maledetto il giorno che t'ho incontrato[17]
  - 1993 – Miglior attrice protagonista per Cominciò tutto per caso[17]
  - 2002 – Miglior attrice protagonista per Il più bel giorno della mia vita[18]
  - 2004 – Miglior attrice non protagonista per Caterina va in città[19]
  - 2006 – Miglior attrice protagonista per Il caimano[20]
  - 2007 – Miglior attrice protagonista per Saturno contro[21]
  - 2007 – Super Ciak d'oro[21]
  - 2008 – Miglior attrice protagonista per Giorni e nuvole[22]
  - 2010 – Super Ciak d'oro
  - 2013 – Miglior attrice protagonista per Viaggio sola[23]
  - 2015 – Miglior attrice protagonista per Mia madre[24]
  - 2015 – Ciak d'oro "Grandi Protagonisti"
- Premio Vittorio De Sica
  - 2002 – Premio per il cinema
- Golden Graal
  - 2006 – Migliore attrice drammatica per I giorni dell'abbandono
  - 2006 – candidatura a Migliore attrice comica per Manuale d'amore
  - 2007 – Migliore attrice comica per Commediasexi
- Festival internazionale del cinema di San Sebastián
  - 1990 – Concha de Plata alla migliore attrice per La settimana della Sfinge
- Moscow International Film Festival
  - 2008 – Premio alla miglior attrice per Giorni e nuvole
- Mostra del Cinema di Venezia
  - 2008 – Premio Pasinetti alla migliore attrice per Lo spazio bianco
- Bari International Film Festival
  - 2010 – Premio Anna Magnani alla migliore attrice protagonista per Lo spazio bianco